# Behemothia
Genre
Behemothia est un genre d'insectes lépidoptères de la famille des Riodinidae dont Behemothia godmanii est le seul représentant.

## Dénomination
Le nom Behemothia a été donné par Jason Piers Wilton Hall en 2000.

## Liste des espèces
Behemothia godmanii (Dewitz, 1877); présent au Mexique et au Costa Rica.

### Source
- Behemothia sur funet